# ال ورخر
اِل وِرخِر (به اسپانیایی: El Verger) دهستانی در استان آلیکانتهٔ اسپانیا است.
در این دهستان ۴٬۸۴۷ نفر زندگی می‌کنند. مساحت این دهستان ۸٫۱۹ کیلومتر مربع است.

## نگارخانه

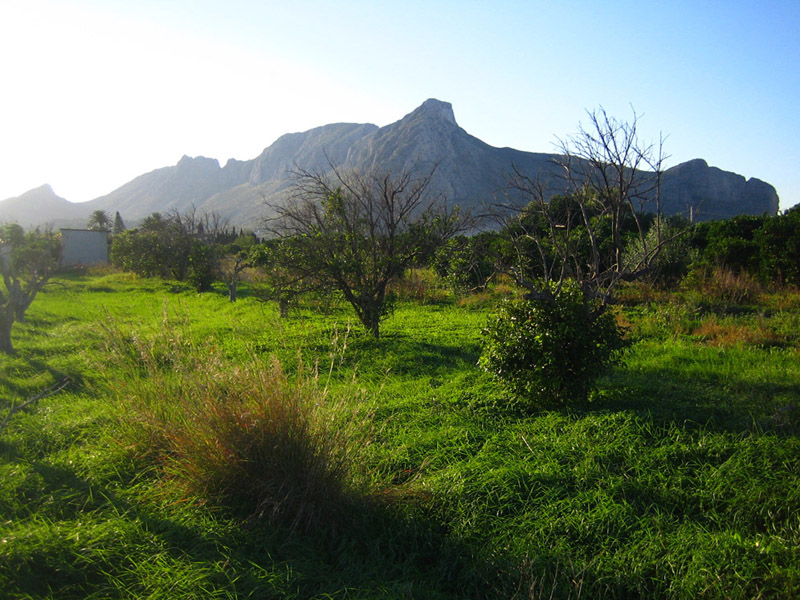
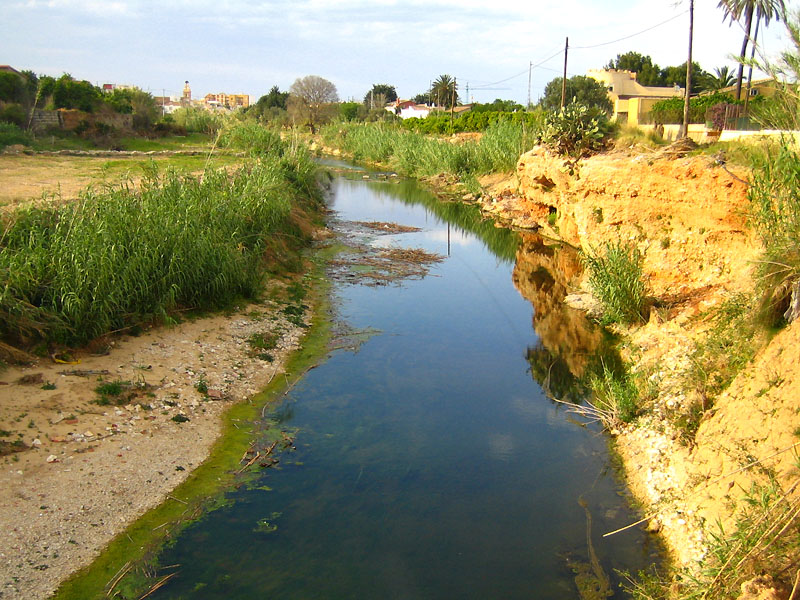
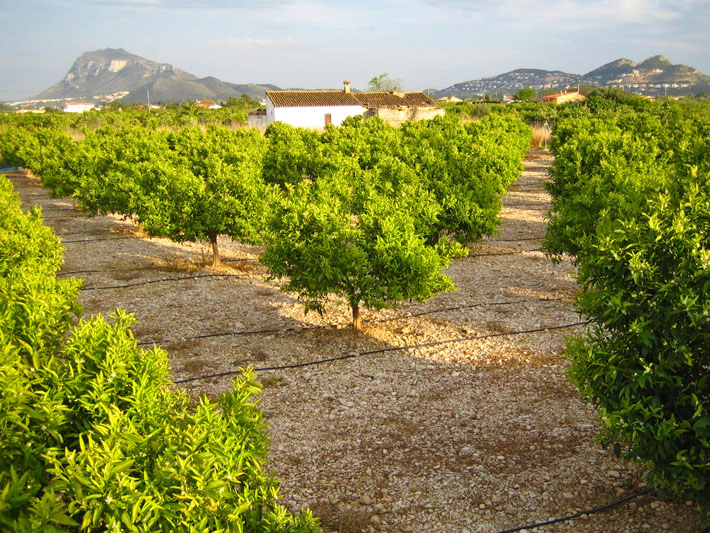
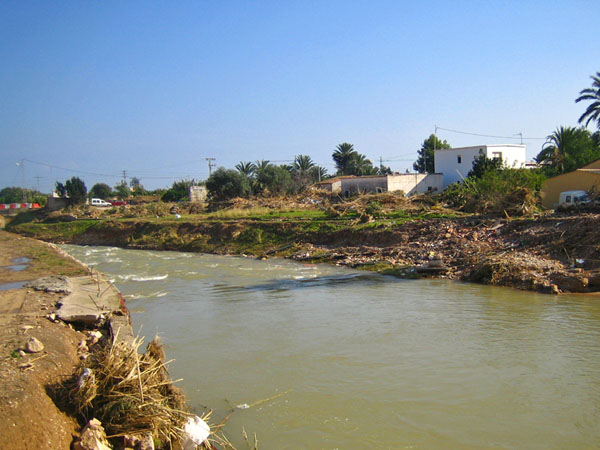
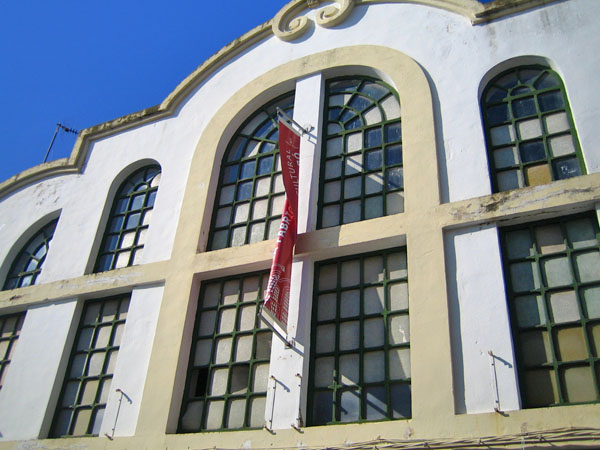